# Teczyna

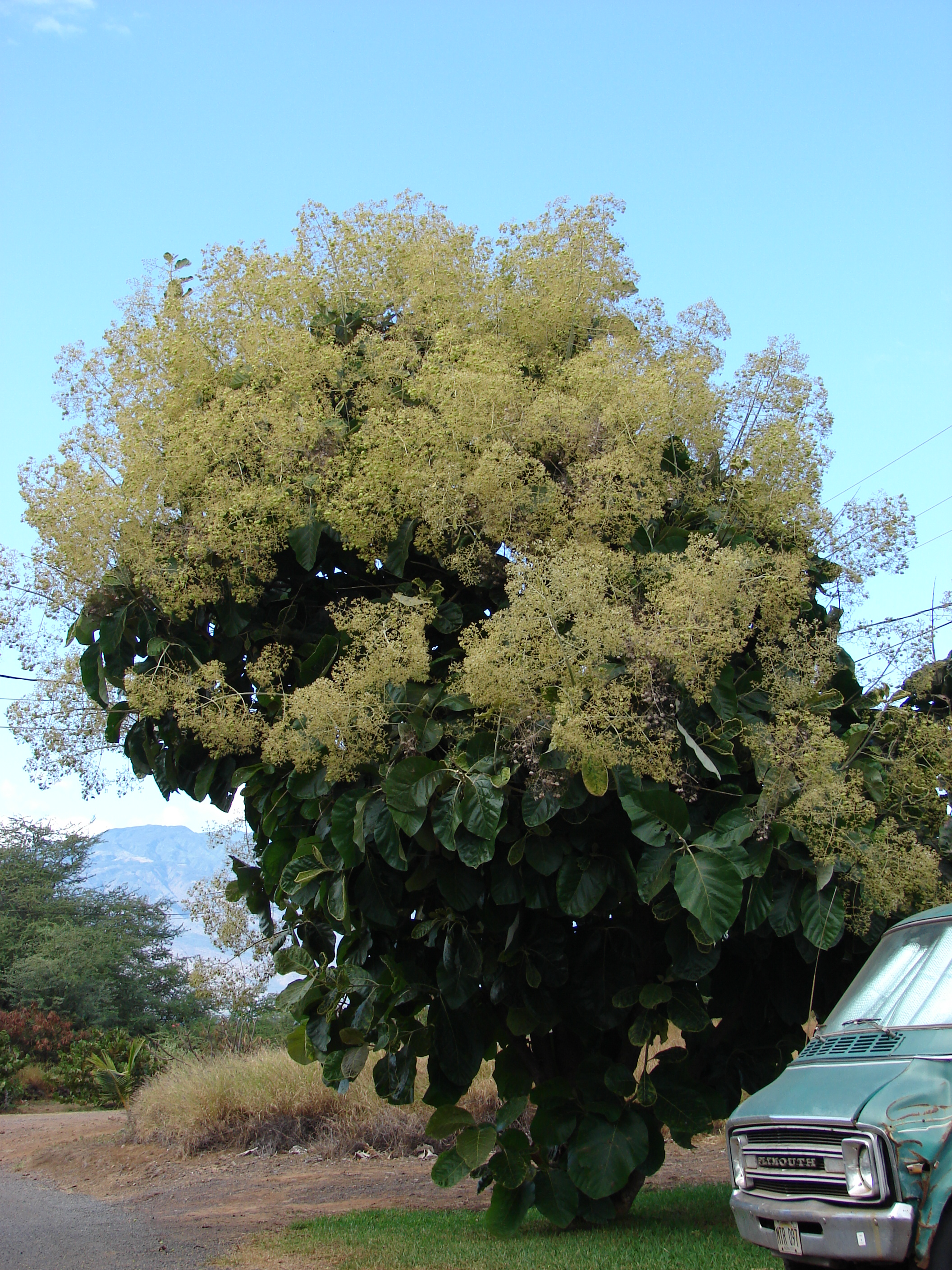
Teczyna wyniosła

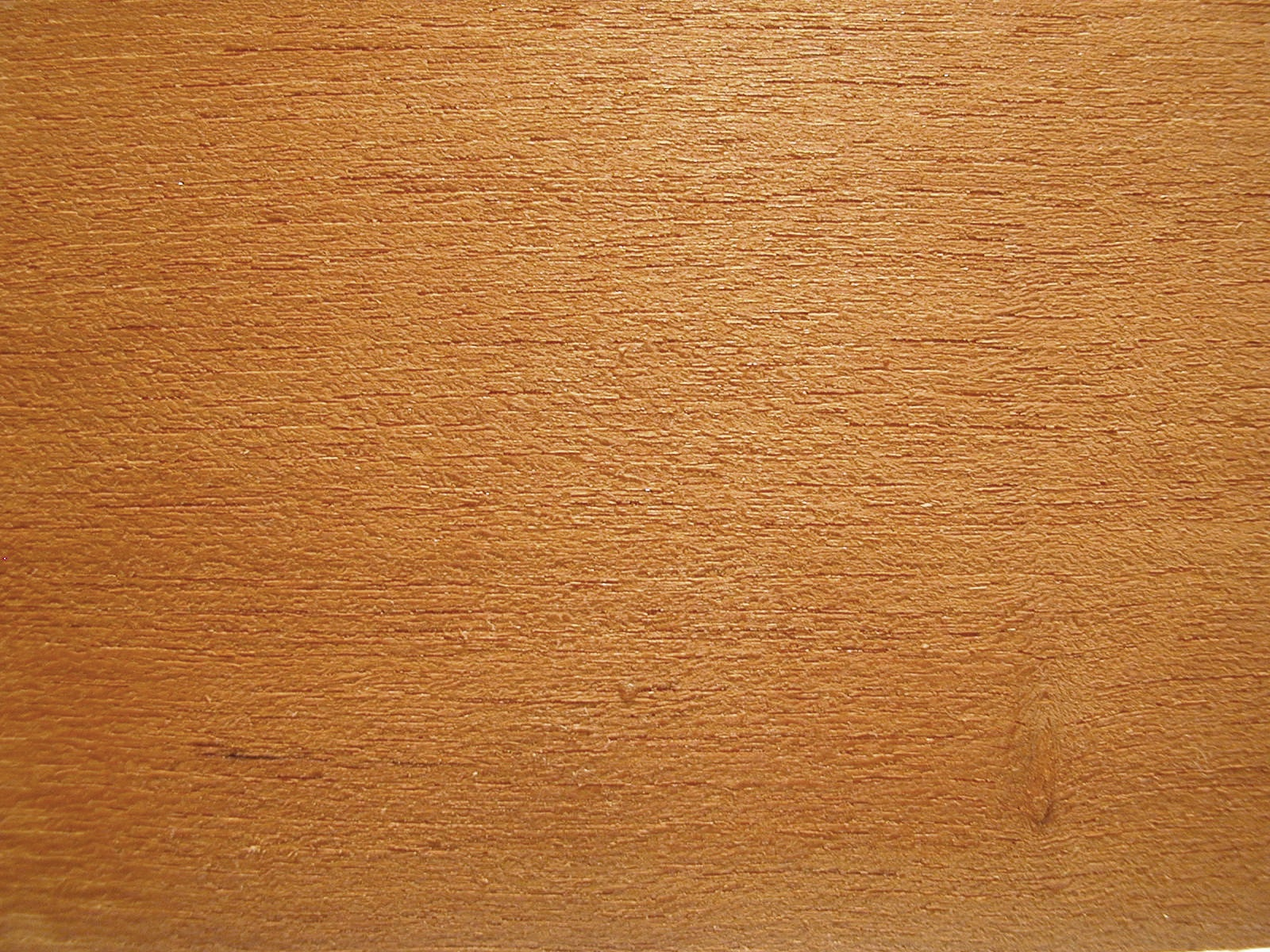
Drewno tekowe

Teczyna, drzewo tekowe (Tectona L.f.) – rodzaj drzew z rodziny jasnotowatych. Należą do niego trzy gatunki występujące naturalnie w południowej i południowo-wschodniej Azji, gdzie tworzą rozległe lasy monsunowe. Ich siedliskiem są obszary położone na rzędnych do 900 m n.p.m.

## Morfologia i biologia
Drzewa osiągają do 46 m wysokości i wiek ponad 200 lat. Mają duże, owalne liście (60 cm długie, 30 cm szerokie) opadające w porze suchej, tj. od listopada do stycznia. Kwitną w okresie monsunów. Nieduże kwiaty (6 mm średnicy) mają kolor kremowy i są zgrupowane w kwiatostany rozwijające się na końcach gałązek. Okrągłe owoce pestkowe średnicy ok. 1,5–2 cm mają gąbczastą strukturę i barwę jasnozieloną. Pojawiają się zimą. Owoce rozwijają się jedynie z 1,5-3,5% kwiatów.

## Systematyka
Pozycja systematyczna według APweb (aktualizowany system APG IV z 2016)
Należy do rodziny jasnotowatych (Lamiaceae), która jest jednym z kladów w rzędzie jasnotowców (Lamiales) z grupy astrowych w obrębie roślin okrytonasiennych.
Pozycja w systemie Reveala (1993-1999)
Gromada okrytonasienne Cronquist, podgromada Magnoliophytina Frohne & U. Jensen ex Reveal, klasa Rosopsida Batsch, podklasa jasnotowe (Lamiidae Takht. ex Reveal), nadrząd Lamianae Takhtajan, rząd jasnotowce (Lamiales Bromhead), podrząd Lamiineae Bessey in C.K. Adams, rodzina jasnotowate (Lamiaceae Lindl), plemię Tectoneae Briq. in Engl. & Prantl, rodzaj Tectona L.
Wykaz gatunków
- Tectona grandis L.f – teczyna wyniosła
- Tectona hamiltoniana Wall.
- Tectona philippinensis Benth. & Hook.f. ex Merr.

## Zastosowanie
Z drzew tych pozyskiwane jest drewno tekowe, które ze względu na znaczną naturalną zawartość substancji oleistych i kwasu krzemowego nie nasiąka wodą i jest odporne na działanie czynników chemicznych (m.in. wykonywano z niego obudowy akumulatorów) oraz biologicznych (w tym termitów). Drewno tekowe jest średnio twarde (twardość mierzona metodą Janki wynosi ok. 46 MPa – nieco więcej niż olcha, ale mniej niż brzoza). Ciężar właściwy 0,6-0,8 g/cm³. Podczas suszenia prawie nie zmienia objętości (nie kurczy się). Świeże drewno ma jasnożółtą barwę i intensywny, przyjemny zapach, później brązowieje.
Drewno to od czasów prehistorycznych wykorzystywano do konstrukcji statków i ich wyposażenia, a później także do budowy wagonów kolejowych. Obecnie używane do wykładania pokładów statków, zwłaszcza żaglowców i jachtów. Zbudowane w polskich stoczniach żaglowce posiadają pokłady z drewna tekowego ("Dar Młodzieży", "Pogoria","Fryderyk Chopin" i inne, również zbudowane na eksport "Kaliakra", "Mir" ). Używane jest także w meblarstwie, szczególnie do budowy mebli łazienkowych i kuchennych, także do wykładania podłóg i ścian w narażonych na wilgoć pomieszczeniach np. w postaci parkietów i boazerii. Drewno tekowe jest bardzo trwałe, zachowały się sprzęty z niego wykonane ponad 1000 lat temu. Ma ono jednak właściwości toksyczne i może powodować podrażnienia skóry.
Drzewo tekowe jest najważniejszym drzewem użytkowym w południowej Azji i oprócz siedlisk dzikich jest uprawiane także na plantacjach. Wyrębu na plantacjach dokonuje się po 15 latach od zasadzenia, kiedy drzewo ma 8 m wysokości, średnicę pnia ok. 0,5 m. Biologia drzewa tekowego jest dość intensywnie badana od roku 1969, kiedy w Tajlandii pod egidą FAO powstały pierwsze ośrodki naukowe (ang. Teak Improvement Centers), mające na celu rozszerzenie plantacji tej rośliny. Największym producentem drewna tekowego jest Mjanma, a następnie Indie i Tajlandia. Mniejsze plantacje drzewa tekowego są również w Afryce i Ameryce Środkowej.
Istnieją doniesienia, ze wyciągi z kwiatów mają mieć działanie moczopędne, wyciągi z kory mogą mieć działanie przeciwbakteryjne, natomiast pył z drewna wykazuje działanie przeciwgrzybicze. U niektórych ludzi kontakt z drewnem tekowym wywołuje reakcje alergiczne.